# Euxiphidiopsis lacusicercus
Euxiphidiopsis lacusicercus is een rechtvleugelig insect uit de familie sabelsprinkhanen (Tettigoniidae). De wetenschappelijke naam van deze soort is voor het eerst geldig gepubliceerd in 1995 door Shi, Zheng & Jiang als Xiphidiopsis lacusicerca.